# Brigid Bazlen
Brigid Bazlen (Brigid Mary Bazlen: Fond du Lac, Wisconsin, 9 de junio de 1944-Seattle, 25 de mayo de 1989) fue una actriz estadounidense. 
En Hollywood, solo intervino en tres películas: The Honeymoon Machine (1961; dir.: Richard Thorpe), Rey de reyes y La conquista del Oeste. Pero fue tal la popularidad de ellas en los años sesenta que aún se la recuerda. Su carrera y su vida se vieron truncados por un cáncer a los cuarenta y cuatro años de edad.

## Inicios y carrera
Su nombre completo era Brigid Mary Bazlen y nació en Fond du Lac, Wisconsin. Sus padres eran Arthur Bazlen, un ejecutivo de una cadena de venta al por menor, y Maggie Daly, una periodista del Chicago's American. Maggie Daly era, junto con sus tres hermanas, una de «las celebradas hermanas Daly», según la revista Time, y conocidas por su trabajo en el periodismo y en el mundo de la moda y la publicidad. Una de las hermanas, Kay Daly, trabajaba en publicidad con Richard Avedon y fue vicepresidenta de Revlon. Maureen Daly fue una escritora famosa por escribir Seventeenth Summer a los diecinueve años de edad. La menor de todas, Sheila Daly, escribía en una columna del Chicago Tribune sobre temas adolescentes.
Bazlen fue «descubierta» por un ejecutivo de la NBC en 1950, a los seis años de edad, mientras esperaba un autobús escolar. La cadena buscaba intérpretes para intervenir en la serie Hawkins Falls, que iban a protagonizar Maurice Copeland y Bernadine Flynn, y el ejecutivo pidió permiso a los padres de Bazlen para hacerle una prueba. Aunque su madre se negó en un principio, finalmente la familia aceptó y Bazlen consiguió un papel regular en el espectáculo durante dos años, consiguiendo críticas excelentes.

### The Blue Fairy(1958)
En 1958 Bazlen ganó el papel protagonista del programa infantil The Blue Fairy, emitido por la emisora independiente WGN-TV de Chicago. Fue uno de los primeros programas infantiles en producirse en color. Bazlen se ganó críticas muy favorables, entre ellas las de Hedda Hopper, y el espectáculo fue reconocido como el mejor programa infantil de 1958, ganando un premio Peabody. Este premio dio fama nacional a Bazlen y el programa inspiró con posterioridad uno de los notorios números cómicos de Ernie Kovacs.

### Too Young To Go Steady(1959)
Como resultado de sus actuaciones en The Blue Fairy, a Bazlen le llovieron las ofertas. Richard Rodgers y Oscar Hammerstein II querían que ella trabajara junto con Mary Martin en la producción teatral de The Sound of Music, Otto Preminger solicitaba su presencia en el filme Éxodo y Paddy Chayefsky quería que trabajara en su obra The Dybbuk of Woodlawn, a representar en el circuito de Broadway. La madre de Bazlen, sin embargo, declinó esas ofertas y, en vez de ello, permitió que su hija tomara parte de la serie televisiva de la NBC Too Young To Go Steady. El programa estaba protagonizado por Joan Bennett y Bazlen encarnaba a su hija, Pamela Blake. Martin Huston interpretaba a Johnny Blake.

### Rey de reyes(1961)
Gracias a su papel en Too Young To Go Steady, y debido a que era «precozmente atractiva» (como decía un crítico) de una manera similar al caso de Elizabeth Taylor con la misma edad, Bazlen fue llamada «la próxima Elizabeth Taylor» y firmó un contrato con Metro-Goldwyn-Mayer (que empezó a promocionarla como «la nueva Brigitte Bardot americana»). El primer filme que rodó para MGM fue Rey de reyes, en el cual Jeffrey Hunter encarnaba a Jesucristo. Bazlen hizo el papel de Salomé. Sin embargo, la actuación de Bazlen fue recibida con hostilidad por la crítica, en parte por el hecho de que su selección fuera vista como una imposición de MGM. A pesar de todo, al igual que la película hoy en día es muy valorada (es muy alabada la actuación de Hunter como Jesús, especialmente la escena del sermón del monte, así como las actuaciones de Robert Ryan como Juan el Bautista y de Frank Thring como Herodes Antipas —la película está, así mismo, incluida en la lista de Danny Peary de las cintas imprescindibles en su libro Guide for the Film Fanatic—, la actuación de Bazlen fue revaluada con los años como soberbia).

### The Honeymoon Machine(1961)
El siguiente filme de Bazlen para MGM fue The Honeymoon Machine, junto con Steve McQueen, Jim Hutton y Paula Prentiss. Aunque se rodó tras Rey de reyes, se estrenó con anterioridad. En The Honeymoon Machine, Bazlen era Julie Fitch, amiga de Fergie Howard (Steve McQueen) e hija de Admiral Fitch (Dean Jagger). Según Christopher Sandford en su biografía de Steve McQueen, Bazlen tuvo una breve relación con McQueen mientras rodaban la película. Al igual que en Rey de reyes, y a pesar de unas críticas iniciales no muy favorables, su actuación en The Honeymoon Machine se ha revaluado con los años como de gran calidad.

### La conquista del Oeste(1962)
El último papel para el cine de Bazlen fue el de Dora Hawkins en La conquista del Oeste. Durante el rodaje de sus tres películas, al tener Bazlen únicamente diecisiete años de edad, tenía que seguir clases educacionales para cumplir con los requisitos del Los Angeles Board of Education.

## Últimos años
Tras rodar La conquista del Oeste, el contrato de Bazlen con MGM no se renovó a causa de las malas críticas recibidas por su interpretación de Salomé en Rey de reyes.
Tras completar su papel en La conquista del Oeste, Bazlen volvió a Chicago, donde hizo muchas actuaciones como actriz de teatro hasta 1966, año en el que dejó la interpretación para casarse con el cantante francés Jean-Paul Vignon. La pareja tuvo una hija: Marguerite Vignon. Sin embargo, el matrimonio acabó en divorcio. Bazlen posteriormente se casó con el productor musical Marlin Greene, del cual también se divorció tras siete años de matrimonio. 
Bazlen volvió a actuar brevemente a principios de los años setenta en obras de teatro representadas en restaurantes de Chicago, como fue el caso de las piezas Nobody Loves An Albatross, junto con Gig Young, Under The Yum Yum Tree y Once More With Feeling. Después, en 1972, fue Mary Anderson en la serie televisiva de la NBC Days of our Lives. Tras esta producción, se retiró completamente de la interpretación. 
Bazlen se mudó a Seattle, Washington, pasando los últimos años de su vida cuidando a su madre, que había desarrollado un tumor en su pierna izquierda que había precisado la amputación de la extremidad. Brigid Bazlen era muy fumadora y su salud empezó a menguar cuando entró en la cuarentena, falleciendo finalmente a causa de un cáncer en 1989, a los cuarenta y cuatro años de edad.

## Selección de actuaciones cinematográficas y televisivas
- Hawkins Falls (1950-1952)
- Too Young To Go Steady (1959)
- The Honeymoon Machine (1961)
- Rey de reyes (1961)
- La conquista del Oeste (1962)
- Days of our Lives (1972)